# Mirocin Średni (gromada 1961–1972)
Mirocin Średni – dawna gromada, czyli najmniejsza jednostka podziału terytorialnego Polskiej Rzeczypospolitej Ludowej w latach 1954–1972.
Gromady, z gromadzkimi radami narodowymi (GRN) jako organami władzy najniższego stopnia na wsi, funkcjonowały od reformy reorganizującej administrację wiejską przeprowadzonej jesienią 1954 do momentu ich zniesienia z dniem 1 stycznia 1973, tym samym wypierając organizację gminną w latach 1954–1972.
Gromadę Mirocin Średni z siedzibą GRN w Mirocinie Średnim utworzono 31 grudnia 1961 w powiecie nowosolskim w woj. zielonogórskim na mocy uchwały nr II/13/61 WRN w Zielonej Górze z dnia 15 września 1961 z obszarów zniesionych gromad Broniszów i Studzieniec; samą siedzibę gromady – wieś Mirocin Średni wraz z przysiółkami Mirocin Górny i Mirocin Dolny – przyłączono z gromady Kożuchów w tymże powiecie; równocześnie z nowo utworzonej gromady Mirocin Średni wyłączono wieś Lelechów wraz z przysiółkiem Czasław, włączając je do gromady Wrociszów tamże.
Gromada przetrwała do końca 1972 roku, czyli do kolejnej reformy gminnej. 1 stycznia 1973 w powiecie nowosolskim utworzono gminę Mirocin Średni (zniesiono ją ponownie 15 stycznia 1976).
Uwaga: W latach 1954–58 istniała gromada Mirocin Średni o zupełnie innym zasięgu terytorialnym.